# Chémery-les-Deux
Chémery-les-Deux (fràncic lorenès Scheemréch) és un municipi francès situat al departament del Mosel·la i a la regió del Gran Est. L'any 2007 tenia 429 habitants.

## Demografia

### Població
El 2007 la població de fet de Chémery-les-Deux era de 429 persones. Hi havia 152 famílies, de les quals 24 eren unipersonals (16 homes vivint sols i 8 dones vivint soles), 58 parelles sense fills, 66 parelles amb fills i 4 famílies monoparentals amb fills.
La població ha evolucionat segons el següent gràfic:
Habitants censats

### Habitatges
El 2007 hi havia 179 habitatges, 157 eren l'habitatge principal de la família, 16 eren segones residències i 6 estaven desocupats. 177 eren cases i 1 era un apartament. Dels 157 habitatges principals, 150 estaven ocupats pels seus propietaris, 6 estaven llogats i ocupats pels llogaters i 1 estava cedit a títol gratuït; 6 tenien tres cambres, 21 en tenien quatre i 131 en tenien cinc o més. 138 habitatges disposaven pel capbaix d'una plaça de pàrquing. A 59 habitatges hi havia un automòbil i a 92 n'hi havia dos o més.

### Piràmide de població
La piràmide de població per edats i sexe el 2009 era:
| Homes | Edats   | Dones |
| ----- | ------- | ----- |
| 0     | 95 o +  | 0     |
| 0     | 90 a 94 | 3     |
| 1     | 85 a 89 | 2     |
| 2     | 80 a 84 | 0     |
| 6     | 75 a 79 | 7     |
| 2     | 70 a 74 | 7     |
| 8     | 65 a 69 | 11    |
| 8     | 60 a 64 | 8     |
| 9     | 55 a 59 | 9     |
| 18    | 50 a 54 | 12    |
| 21    | 45 a 49 | 20    |
| 18    | 40 a 44 | 18    |
| 8     | 35 a 39 | 11    |
| 16    | 30 a 34 | 12    |
| 14    | 25 a 29 | 5     |
| 7     | 20 a 24 | 18    |
| 18    | 15 a 19 | 12    |
| 18    | 10 a 14 | 13    |
| 11    | 5 a 9   | 10    |
| 9     | 0 a 4   | 9     |

## Economia
El 2007 la població en edat de treballar era de 292 persones, 195 eren actives i 97 eren inactives. De les 195 persones actives 174 estaven ocupades (107 homes i 67 dones) i 21 estaven aturades (6 homes i 15 dones). De les 97 persones inactives 28 estaven jubilades, 29 estaven estudiant i 40 estaven classificades com a «altres inactius».

### Ingressos
El 2009 a Chémery-les-Deux hi havia 167 unitats fiscals que integraven 474 persones, la mediana anual d'ingressos fiscals per persona era de 18.852 €.

### Activitats econòmiques
Dels 4 establiments que hi havia el 2007, 2 eren d'empreses de fabricació d'altres productes industrials, 1 d'una empresa de comerç i reparació d'automòbils i 1 d'una empresa financera.
Els 2 serveis als particulars que hi havia el 2009 eren tallers de reparació d'automòbils i de material agrícola.
L'any 2000 a Chémery-les-Deux hi havia 12 explotacions agrícoles que ocupaven un total de 540 hectàrees.

## Equipaments sanitaris i escolars
El 2009 hi havia una escola elemental.

## Poblacions més properes
El següent diagrama mostra les poblacions més properes.